# Малая Шатановщина
Ма́лая Шатано́вщина (бел. Малая Шатаноўшчына) — деревня в составе Станьковского сельсовета Дзержинского района Минской области Беларуси. Находится в 6-и километрах от Дзержинска, 47-и километрах от Минска в 6-и километрах от железнодорожной станции Койданово.

## История
Основана в начале XX века в Койдановской волости Минского уезда. С 9 марта 1918 года в составе провозглашённой Белорусской Народной Республики, однако фактически находилась под контролем германской военной администрации. С 1 января 1919 года в составе Советской Социалистической Республики Белоруссия, а с 27 февраля того же года в составе Литовско-Белорусской ССР, летом 1919 года деревня была занята польскими войсками, после подписания рижского мира — в составе Белорусской ССР. С 20 августа 1924 года — деревня в 1-м Нарейковском сельсовете (с 18 декабря 1925 года — Ляховичском). В 1926 году в деревне Шатановщина-2 насчитывалось 12 дворов, 64 жителя. В период коллективизации создан колхоз. 
С 28 июля 1941 года по 7 июля 1944 года под немецко-фашистской оккупацией. В 1960 году — 61 житель, входила в состав колхоза «Красное Знамя» (центр — д. Рудня).
30 октября 2009 года деревня передана из ликвидированного Ляховичского в Станьковский сельсовет.

## Доступнопримечательности
В центре деревни расположен памятник землякам, в память об 21 односельчане, которые погибли на фронтах Великой Отечественной войны.

## Население
| Численность населения (по годам) | Численность населения (по годам) | Численность населения (по годам) | Численность населения (по годам) | Численность населения (по годам) | Численность населения (по годам) | Численность населения (по годам) | Численность населения (по годам) |
| 1926                             | 1960                             | 1991                             | 1999                             | 2004                             | 2010                             | 2017                             | 2018                             |
| -------------------------------- | -------------------------------- | -------------------------------- | -------------------------------- | -------------------------------- | -------------------------------- | -------------------------------- | -------------------------------- |
| 64                               | ↘61                              | ↘19                              | ↘15                              | ↘14                              | ↘10                              | ↘8                               | ↘6                               |
| 2020                             |                                  |                                  |                                  |                                  |                                  |                                  |                                  |
| ↗7                               |                                  |                                  |                                  |                                  |                                  |                                  |                                  |